# Hans-Joachim Pohl
Hans-Joachim Pohl va ser un ciclista de Alemanya de l'Est especialitzat en el ciclisme en pista. Va guanyar tres medalles, una d'elles d'or en puntuació, als Campionats del Món.

## Palmarès
- 1977
  -  Campió del món júnior en Persecució
  -  Campió del món júnior en Persecució per equips (amb Thomas Schnelle, Robby Gerlach i Jürgen Kummer)
- 1982
  -  Campió del món amateur en Puntuació
- 1983
  - Campió de la RDA en Puntuació
- 1990
  -  Campió d'Alemanya en Puntuació